# Hapimag
Die Hapimag AG (ursprünglich Hotel- und Apartmenthaus Immobilien AG) ist ein Anbieter von Ferienwohnrechten mit Sitz in Steinhausen ZG (Schweiz). Sie ist eine nicht börsennotierte Aktiengesellschaft Schweizer Rechts. Die Aktien werden auch über eine Online-Plattform angeboten.

## Kennzahlen

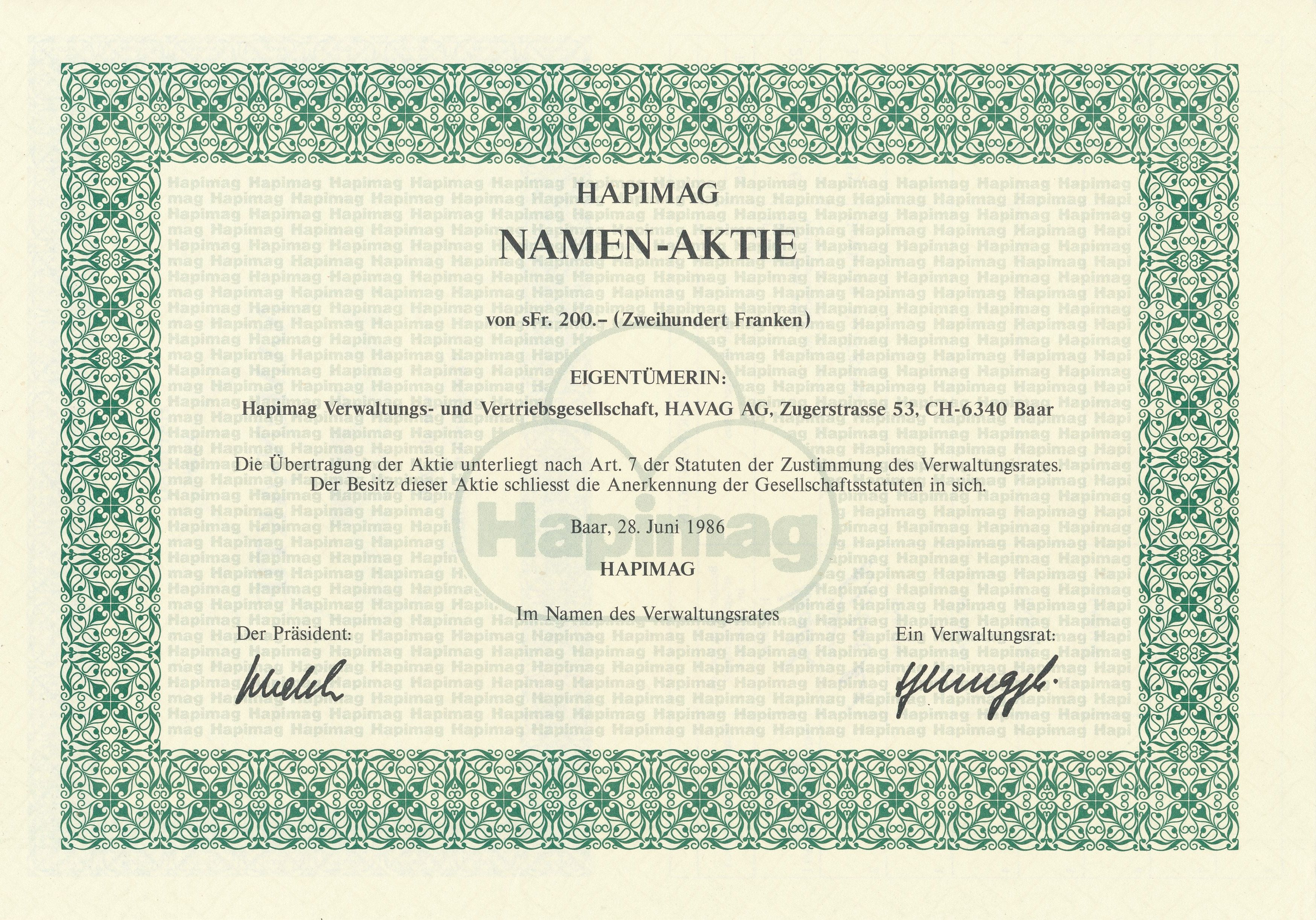
Hapimag Namen-Aktie (1986)

Hapimag hatte 2023 in den Resorts 443.024 Gäste mit insgesamt 2,6 Mio. Übernachtungen und ca. 117.000 Mitglieder. Nach eigenen Angaben des Unternehmens gibt es rund 5'000 Ferienwohnungen in 56 Ferienanlagen. Das Nutzungsrecht für eine Ferienwohnung wird anhand eines Punktesystems vergeben, wobei die Nachfrage berücksichtigt wird.
Neben den Namenaktien mit Nennwert von 200 Schweizer Franken (WKN 870182 / ISIN CH0001858890) existieren Namenvorzugsaktien mit einem Nennwert von 100 Schweizer Franken (WKN 855978 / ISIN CH0001858718). Der Substanzwert, also der durch reales Vermögen gedeckte Wert, lag 2021 bei 2'057 Euro pro Aktie. Der durchschnittliche Verkaufspreis wurde 2023 mit 1'900 Euro beziffert. Mit den Jahresbeiträgen sollen die jährlich anfallenden Kosten und Aufwendungen für den Betrieb der Ferienanlagen gedeckt werden; dieser Beitrag wurde für 2023 mit 327 EUR/Aktie angegeben.

## Geschichte
Die Gründung erfolgte 1963 als Aktiengesellschaft nach schweizerischem Recht. Die Aktien wurden auf den jeweiligen Namen des Inhabers eingetragen und zunächst nicht öffentlich angeboten. Allerdings wurde Werbung für das Konzept gemacht, und es gab Gebietsvertreter als Ansprechpartner für die Kunden. Zeitweise gab es 135 haupt- und nebenberuflichen Verkaufsrepräsentanten. Zusätzlich wurden wegen des anfangs hohen Preises der Aktie Wohnrechtspunkte zum Kauf angeboten.
In verschiedenen Ländern haben sich Interessenvertretungen von Aktionären gebildet. 
Im Jahr 1976 wurde in Wien der ehrenamtlich geführte Verein nach österreichischem Recht Hapimag Ferienclub Austria (kurz HFA Wien) als Interessengemeinschaft von und für Hapimag-Aktionäre gegründet. Etwa um die Jahrtausendwende gab es dann einen Zusammenschluss mit anderen deutschen und schweizerischen Aktionärsvereinigungen zum HFA – Hapimag Ferienclub für Aktionäre (HFA Wien). Heute ist dieser HFA überwiegend im deutschsprachigen Gebiet für alle Hapimag-Aktionäre tätig. Im Jahr 2021 wurde in Deutschland der Verein Aktive Aktionäre Hapimags, kurz H-AV gegründet. Der H-AV setzt auf konstruktive Zusammenarbeit mit der Hapimag Geschäftsführung. In Luxemburg gibt es den Verein Hapimag Amicale Luxembourg A.S.B.L. (H.A.L.) als luxemburgische Vereinigung ohne Gewinnzweck. In den Niederlanden existiert der Verein Hapimag Aandeelhouders Belangenbehartiging Nederland (HABEN).
Nach dem starken Mitgliederwachstum in den 1990er Jahren wuchs in den 2000er Jahren zunehmend Kritik: Im Jahr 2004 kritisierten die Mitglieder die Geschäftsführung, unter anderem wegen ständig steigender Jahresbeträge, den tiefen Preis der Aktien und das Fehlen einer klaren Strategie. 2006 warteten 10 % der Aktien auf Rückkauf. Die FAZ kritisierte 2013 den Verfall der Hapimag-Punkte, es waren rund 10 bis 15 % aller Punkte. Ein anderer Kritikpunkt war die lange Wartezeit für den Rückkauf der Aktien durch Hapimag selbst, die bei mehreren Jahren lag. Der SWR sprach 2014 davon „aus dem System wieder auszusteigen, gestaltet sich mitunter schwierig bis unmöglich“. Teilweise wurden für die Rückgabe der Aktien nur Hapimag-Punkte statt Geld verteilt.
Die Schwierigkeit, aus dem Hapimag-System auszusteigen, wurde im Jahr 2022 durch die Einführung eines Marktplatzes für Aktien auf der Unternehmenswebsite adressiert. Nunmehr können Aktionäre Aktien mittels einer Aktienplattform auf der Website kaufen und verkaufen. Weiterhin kann die Mitgliedschaft pausiert werden, so dass keine Jahresbeiträge mehr anfallen.
Bereits 2004 wurde durch das Unternehmen eine Punkteplattform geschaffen, wo Aktionäre ihre Wohnberechtigungen anderen Aktionären anbieten konnten.